# Списак јунака античких митова

## АНТИЧКА ГРЧКАЈУНАЦИ АНТИЧКИХ МИТОВАпо азбучном реду
|  |  |  |  |  |  |  |  |  |  |  |  |  |  |  |  |  |  |  |  |  |  |  |  |  |  |  |  |  |  |

## А
- Alpha
- Абант (грч. Abas) - Краљ Арга на Пелопонезу - син аргејског краља Линкеја и његове жене Хипермнестре.
- Абдер (грч. Abderos) - Син бога Хермеса, пријатељ Херакла.
- Адикија (грч. Adikija - неправда - Сестра грчке богиње правде Дике.
- Адмет (грч. Admetos) - Краљ Фере у Тесалији - син ферског краља Ферета и његове жене Периклимене.
- Адонис (грч. Adonis) - Син кипарског краља Кинире и његове кћерке Мире.
- Адраст (грч. Adrastos) - Вођа похода седморице на ТебаТебу - син аргијског краља Талија.
- Адрастија (грч. Adrasteia, лат. Adrastea) - Нимфа која је, са својом сестром одгајила бога Зевса, кога је мајка Реа оставила на Криту.
- Аеропа (грч. Aerope, лат. Aerope) - Прва жена микенског краља Атреја - кћерка критског краља Катреја.
- Аетлије (грч. Aethlios, лат. Aethlius) - Брат Хелена, праоца Грка и праотац Етолаца и Епејаца.
- Афареј (грч. Aphareus) - Краљ Месене - син спартанског краља Перијера и његове жене Горгофоне.
- Афеја (грч. Aphaia) - Име богиње Бритомартиде на острву Егина.
- Афродита (грч. Aphrodite) - Богиња љубави и лепоте.
- Агамемнон (грч. Adrasteia) - Краљ Микене - син краља Атреја и његове жене Аеропе.
- Агава (грч. Aqaue) - Кћерка тебанског краља Кадма и његове жене Хармоније.
- Агенор (грч. Agenor) - Име неколико јунака из античких митова.
- Аглаја (грч. Aglaia) - Богиња дражи и лепоте - једна од Харита.
- Ахелој (грч. Akheloos) - Бог највеће реке (Аспропотамо у Етиопији)
- Ахилеј (грч. Akhilleus) - Највећи ахејски јунак у Тројанском рату.
- Ајант (грч. Aias) - Име двојице јунака у Тројанском рату - високи Ајант и ниски Ајант.
- Акадам (грч. Akademos, лат. Academus) - Херој Атине где му је био посвећен храм и прва гимназија у Атини.
- Акамант (грч. Akamas) - Име двојице бораца у Тројанском рату.
- Акарнан (грч. Akarnan) - Син аргејског краља Алкемеона и Калироје, његове друге жене.
- Акаст (грч. Akastos) - Краљ Јолка у Тесалији - син краља Пелије и његове жене Аскидамије.
- Акест (лат. Acestes) - Сицилије - Син речног бога Кримиса
- Акис - Син бога Фауна и нимфе Симатиде.
- Акрисије (грч. AAkrisios) - Краљ Арга - син краља Абанта.
- Актеон (грч. Aktaion) - Син Аристеја и његове жене Аутоноје.
- Аквилон (лат. Aquilo) - Старо латонско име за бога северног ветра.
- Аластор (грч. Alastor) - Име неколико јунака и натприродних бића из грчких митова.
- Александар (грч. Aleksandros, лат. Alexander) - Додатак уз име Париса, а који значи - Заштитник мужева.
- Алекта (грч. Alekto) - Једна од Ернија - богиња освете и проклетства.
- Алет - Краљ Микене - син Егиста и његове жене Клитемнестре.
- Алфеј (грч. Alpheios) - Бог истоимене реке на Пелопонезу.
- Алкеј (грч. Alkaios, лат. Alcaeus) - Тиринтски краљ - син јунака Перзеја и његове жене Андромеде.
- Алкестида (грч. Alkestis) - Жена краља Адмета из Фере у тесалији.
- Алкиној (грч. Alkinoos) - Краљ народа Феачана - син краља Науситоја.
- Алкиона (грч. Alkyone) - Кћерка Еола, краља ветрова.
- Алкионеј (грч. Alkyoneus, лат. Alcyoneus) - Најјачи гигант - рођен од богиње земље Гее и капи крви бога неба Урана.
- Алкмена (грч. Alkemene, лат. Alcmena) - Мајка Херакла - жена микенског краља Амфитриона.
- Алкмеон (грч. Alkmaion, лат. Alcmaeo) - Јунак рата епигона - син аргијског кеаља Амфијараја.
- Алоади (грч. Aloadai, лат. Aloeidai) - Назив за два сина бога мора Посејдона - Ефијалт и От.
- Алтеја (грч. A) -
- Амалтеја (грч. A) -
- Амата (грч. A) -
- Амазонке (грч. A) -
- Амфијарај (грч. A) -
- Амфиктион (грч. A) -
- Амфион (грч. Amphion) - Син бога Зевса и његове љубавнице Антиопе.
- Амфитрион (грч. A) -
- Амфитрита (грч. A) -
- Амик -
- Амикла (грч. A) -
- Амитаон (грч. A) -
- Амон -
- Амор -
- Амулије (грч. A) -
- Ана -
- Анаксибија (грч. A) -
- Андрогеј (грч. Ανδρόγεως) -
- Андромаха (грч. Ἀνδρομάχη) -
- Андромеда (грч. A) -
- Анхиз (грч. A) -
- Анкеј (грч. A) -
- Анксур (грч. A) -
- Антеј (грч. A) -
- Антенор (грч. A) -
- Антерос (грч. A) -
- Антифат (грч. A) -
- Антигона (грч. A) -
- Антија (грч. A) -
- Антилох (грч. A) -
- Антиној (грч. A) -
- Антиопа (грч. A) -
- Анубис (грч. A) -
- Апата (грч. A) -
- Апис или Апид (грч. Apis, лат. Apis) - је у грчкој митологији владар целог Пелопонеза који је по њему назван Апија.
- Апедија (грч. A) -
- Аполон (грч. A) -
- Апсирт (грч. A) -
- Арахна (грч. A) -
- Арес -
- Арета (грч. A) -
- Арретуса (грч. A) -
- Арг -
- Аргонаути (грч. A) -
- Аријадна (грч. A) -
- Арикија (грч. A) -
- Арион (грч. A) -
- Аристеј (грч. A) -
- Аркад (грч. A) -
- Артемида (грч. A) -
- Асарак (грч. Assarakos) - Син дарданског краља Троса и његове жене Калироје.
- Асканије (грч. Askanios) - Оснивач града Albe Longe од којег је настао Рим - син тројанског јунака Енеја.
- Асклепије (грч. Asklepios, лат. Aesculapius) - Славни лекар, касније бог Ескулап код римљана - син бога Аполона.
- Асоп - Бог истоимене реке у Беотији - син титана Океана.
- Астарта (грч. Astarte, лат. Astarte) - Феничко сиријска богиња плодности - Грци и Римљани су је изједначили са Афродитом.
- Астерион (грч. Asterios, лат. Asterion) - Критски краљ - муж Зевсове љубавнице Европе
- Астијанакт (грч. Ἀστυάναξ - Последњи потомак Ита, оснивача Троје - син Хектора и његове жене Андромахе.
- Астреј (грч. Astratos, лат. Astraeus) - Отац звезда и ветрова - син титана Крија и његове жене Еурибије.
- Астреја (грч. Astraia) - Богиња правде - кћерка највишег бога Зевса.
- Ата - Богиња обмане и заслепљености.
- Аталанта (грч. Atalante) - Име две краљевске кћери из Беотије и Аркадије.
- Атамант (грч. Athamas) - Краљ Орхомена у Беотији - син тесалскога краља Еола и његове жене Енерте.
- Атина (грч. Athena) - Богиња мудрости, заштитница правног поретка и уметности - кћерка највишег бога Зевса.
- Атис - Име двојице краљева и пастира из грчких митова.
- Атлас (грч. Atlas) - Див који на својим раменима држи небески свод - син титана Јапета и окенаиде Климене.
- Атлантида (грч. Atreus, лат. Atreus)
- Атреј (грч. Atreus, лат. Atreus) - Микенски краљ - син елидскога краља Пелопа и његове жене Хиподамија.
- Атропа (грч. Attropos) - Једна од три богиње судбине - одређивала је час смрти.
- Аугија (грч. Augeias, лат. Augeas) - Елдски краљ - син бога сунца Хелија и Хирмине, кћерке краља Нелеја.
- Аурора (лат. Aurora) - Римска богиња свитања - Грчка богиња Еос.
- Аутолик (грч. Autolykos) - Један од најлукавијих Грка митског доба - син бога Хермеса и његове љубавнице Хионе.
- Авентин (лат. Aventinus) - Албски краљ - син Херкулеса и свештенице Реје.

## Б
- Beta
- Бахус (грч. Bakkhai) - Римски пандан бога вина, уживања и плодности, Диониса.
- Баукида (грч. Baukis) - Старица из Фригије. Са својим мужем је угостила Зевса и Хермеса када су они у људском обличју путовали светом.
- Бел - Име неколицине источних владара из грчких митова.
- Белерофонт (грч. Bellerophontes) - Краљ лакије. Син коринтског краља Глаука и његове жене Еуриноме.
- Белона (лат. Bellona) - Римска богиња рата, сестра бога Марса.
- Беот - Син бога мора Посејдона и Еолове кћери Меланипе - праотац Беочана.
- Бија је у грчкој митологији персонификација насиља.
- Бијант (грч. Bias) - Често име у грчкој митологији и историји.
- Битон (грч. Biton) - Син Херине свештенице Кидипе.
- Бореј (грч. Boreas) - Бог северног ветра и северне стране света.
- Бријареј (грч. Briareos) - Син богиње земље Геје и бога неба Урана.
- Брисеида (грч. }}) - Кћерка Брисеја, краља Педаска, миљеница Ахила.
- Бритомартида (грч. Britomartis) - Кћи бога Зевса и Крећанке Карме, коју је Артемида узвисила међу богове.
- Бусирис (грч. Busirs) - Египатски краљ, син бога мора Посејдона и египатске краљице Лисијанасе.

## В
- Upsilon
- Венера (лат. Venus) - Римска богиња лепоте и љубави, подударна с грчком Афродитом.
- Вертумно лат. Vertumnus) - Римски бог правилног измењивања годишњих доба.
- Веста (лат. Vesta) - Римска богиња ватре и огњишта.
- Викторија (лат. Victoria) - Римска богиња победе, подударна са грчком Нике.
- Вирбије (лат. Virbius) - Утемељивач храма богиње Дијане Неморенске у Арицији, поштован као бог.
- Виртус (лат. Virtus) - Римска богиња ратничке храбрости.
- Вулкан (лат. Vulcanus) - Римски бог ватре и њене разорне моћи.

## Г
- Gamma
- Галетеја (лат. Galatea) - Кћерка бога Нереја и његове жене Дориде.
- Гали - Римско име за кастриране следбенике фригијске богиње Кибеле.
- Ганимед (лат. Ganimedes), грч. Ganymedes) - Син дарданског краља Троса и његове жене Калироје. Точио је вино боговима на Олимпу.
- Геја - Богиња земље и сама Земља која је настала из првобитног Хаоса.
- Гемини (грч. Dioskuroi, лат. Gemini) - Близанци Кастор и Полидеук.
- Гениј (лат. Genius) - Човеков дух заштитник.
- Герион (грч. Geryones) - Див са три тела, син дива Хрисаора и окенаиде Калироје.
- Гиг (лат. Gyges) - Пастир из Лидије који је постао краљ.
- Гиганти (грч. Gigantes, лат. Gigantes) - Дугокоси наказни дивови, синови богиње земље Геје рођени из капље крви бога неба Урана.
- Глаук (грч. Glaukos) - Често име из грчке митологије и историје.
- Глаука (грч. Glauke) - Кћерка коринтског краља Креонта.
- Гордије (грч. Gordios) - Оснивач и први краљ града Гордиона у Фригији.
- Горгофона (грч. Gorgophone) - Кћерка јунака Перзеја и његове жене Андромеде. Била је жена спартанског краља Перијера.
- Горгоне (грч. Gorgones) - Кћерке морског бога Форкија и његове жене Кете.
- Грације (грч. Gratiae) - Латинско име богиње драгости и лепоте - Харите.
- Граник (грч. Granikos) - Бог истоимене реке у Мизији, отац нимфе Алексиреје, која је имала сина Есака са тројанским краљем Пријамом.
- Греје (грч. Graiai) - Кћерке морског бога Форкија и његове жене Кете.
- Грифон (грч. Gryps) - Митско чудовиште.

## Д
- Delta
- Дафна (грч. Daphne) - Кћерка речног бога Пенеја или Ладона, једна од најлепших нимфа.
- Дафнис (грч. Daphnis) - Први певач пастирских песама, буколика. Син бога Хермеса и једне од нимфи.
- Дамакло (грч. Damokles) (лат. Damocles) - Дворанин сиракушког тиранина Дионизија Млађег (367 - 344. п. н. е.).
- Данаиде (грч. Danaides) - Кћерке краља Данаја, праоца племена Данајаца.
- Данај (грч. Danaos) - Син египатског краља Бета и његове жене Анхиноје.
- Данаја (грч. Danae) - Кћерка аргејског краља Акрисија и његове жене Еуридике, мајке Персеја.
- Дардан (грч. Dardanos) - Први краљ Дарданије. Син Зевса и Електре.
- Дарет (грч. Dares) (лат. Dares) - Тројански свештеник бога Хефеста.
- Дедал (грч. Daidalos) (лат. Daedalus) - Највећи Грчки вајар, сликар и проналазач.
- Дејанира (грч. Detaneira) (лат. Deianira) - Друга жена Херакла. Кћерка калидонског краља Енеја.
- Дејдамија (грч. Deidameia) - Кћерка скирског краља Лакомеда и мајка јунака Неоптолема.
- Дејфоб (грч. Deiphobos) - Син тројанског краља Пријама и његове жене Хекабе.
- Декума (грч. Decuma) - Једна од Суђеница, римских богиња судбине - Парке
- Деметра (грч. Demeter) - Богиња плодности земље и пољопривреде. Кћерка Титана Хрона и његове жене Реје.
- Демодок (грч. Demodokos) (лат. Demoducus) - Слепи певач на двору краља Алконоја.
- Демофонт (грч. Demofon) - Име двојице краљевских синова.
- Демон (грч. Daimon) (лат. Genius) - Натприродно биће или сила која утиче на живот човека.
- Деукалион (грч. Deukalion) - Један од оснивача људског рода. Син титана Прометеја.
- Дидона (грч. Dido) (лат. Dido) - Прва краљица Картаге. Кћерка тирског краља Бела.
- Дијана (грч. Artemis) - Староиталска богиња светла и живота, изједначена са грчком богињом Артемидом.
- Дика - Богиња праведности, кћерка бога Зевса и богиње Темиде.
- Диктије (грч. Diktys) (лат. Dictys) - Брат краља Полидекта и његов наследник на острву Серифу.
- Диктина (грч. Diktynna) - Име богиње Бритомартиде, употребљавано на острву Криту.
- Дим - Син бога рата Ареса и богиње љубави и лепоте, Афродите.
- Диомед (грч. Diomedes) - Краљ Арга. Син јунака Тидеја и његове жене Дејпиле.
- Диона (грч. Dione) - Богиња кише и извора, мајка богиње љубави и лепоте Афродите.
- Дионис (грч. Dionysos) - Син Зевсов и Семеле, кћерке краља Кадма, бога вина и виноградарства.
- Диоскури (грч. Dioskuroi) (лат. Dioscuri) - Браћа Кастор и Полидеук.
- Дирка (грч. Dirke) - Жена тебанског краља Лика, злокобна јунакиња - мит о Амфиону и Зету.
- Дис - Друго име римског бога подземног света Плутона.
- Долон (грч. Dolon) - Син богаташа Еумена.
- Дор - Један од синова Хелена, праоца хеленског народа.
- Дорида (грч. Doris) - Кћерка бога Океана и његове жене Тетије.
- Дријаде (грч. Dryades) (лат. Dryades) - Шумске нимфе.
- Дријант (грч. Dryas) - Име неколицине припадника краљевског рода у Тракији.
- Дриопа (грч. Dryope) - Често име нимфе и име неколико жена из грчких митова.
- Дуелона (лат. Duellona) - Старије име римске богиње Белоне

## Е
- Epsilon
- Еак - Син бога Зевса и нимфе Егине. Краљ острва Егине, а после смрти један је од троје судија у Хаду.
- Ебал - Спартански краљ.
- Едип (лат. Oedipus) - Херој из грчке митологије, син Лаја, краља Тебе и Јокасте. Пророковано је да ће убити свог оца и оженити се са мајком.
- Ефијалт (грч. Ephialtes) - Син гиганта Алоеја.
- Егеј - Син краља Пандиона и његове жене Пилије, атински краљ.
- Егеон (грч. Aigaion) - Име сторуког дива кога су богови звали Егеон, а људи Бријареј.
- Егерија (лат. Egeria) - Нимфа из римских митова, саветница и жена краља Нуме Помпилија.
- Егијалеј (грч. Aigialeus) - Син аргејског краља Адраста.
- Егина (грч. Aigina) - Кћерка речног бога Асопа. Мајка судије подземног света Еака.
- Египт (грч. Aigyptos) (лат. Aegyptus) - Египатски краљ из грчких митова, син краља Бела и његове жене Анхиноје.
- Егист (грч. Aigisthos) - Син микенског краља Тијеста, убица краља Агамемнона
- Егла - Најлепша нијада.
- Ехидна (грч. Ekhidnu) - Наказна кћерка дива Хрисаора и океаниде Калироје.
- Ехо (лат. Echo) - Горска нимфа.
- Ејет - Син бога сунца Хелија.
- Ејрена (грч. Eirene) - Кћерка највишег бога Зевса.
- Електра (грч. Elektra) - Име смртне жене, кћерка краља Агамемнона, и још два божанска бића.
- Електрион (грч. Elektryon) (лат. Electryon) - микенски краљ, син јунака Перзеја и његове жене Андромеде.
- Елпенор (грч. E) -
- Емпуса (грч. E) -
- Ендимион (грч. Endymion) (лат. Endymion) - Пастир из пећине Латма у Карији.
- Енеј -
- Енеја (грч. Aineias) - Један од јунака у Тројанском рату. Син Анхиза и богиње Афродите
- Енија (грч. E) -
- Енкелад (грч. E) -
- Еномај (грч. E) -
- Енона (грч. E) -
- Еол - Бог и господар ветрова. Син Посејдона и његове женеАрнин.
- Еос, (лат. Aurora) - Богиња јутарњег руменила неба и праскозорја, кћерка титана Хипериона и његове жене Тије.
- Епаф - Први египатски краљ, син Зевса и Ије.
- Епеј -
- Епименид (грч. E) -
- Епиметеј (грч. Epimetheus) - Син титана Јапета и његове жене Темиде.
- Ерата (грч. Ератô) (лат. Erato) - Зевсова и Мнемозинина кћерка. Једна је од девет Муза, заштитница је лирике, посебно љубавних песама.*
- Ереб (лат. Erebus) је, у грчкој митологији, бог вечне таме и сама вечита тама. Син прапочетног Хаоса.
- Ерехтеј (грч. Erekhtheus) - Атински краљ, син и наследник краља Ерихтонија.
- Ергин (грч. E) -
- Ерида (грч. Eris) - Богиња раздора. Пандан Еридин у римској митологији је Дискордија.
- Ерифла (грч. E) -
- Еригона (грч. E) -
- Ерихтоније (грч. E) -
- Ерик -
- Ериније (грч. Еринúе) - Богиње освете и проклетства.
- Ерисихтон (грч. E) -
- Ерос - Бог љубави, страсти и сексуалне пожуде и сама љубав, син Афродите и Ареса или Хефеста. Његов пандан у римској митологији је Купидон.
- Еса -
- Есак -
- Ескулап (грч. E) -
- Есон -
- Етеокло (грч. E) -
- Етер (лат. Aether) - Bog светла, син Ереба, бога вечне таме и богиње ноћи Никте.
- Етра - Име неколико женских ликова из грчке митологије.
- Еуадна (грч. E) -
- Еуандар (грч. E) -
- Еуен -
- Еуфем (грч. E) -
- Еуфорб (грч. E) -
- Еуфросина (грч. E) -
- Еумеј (грч. E) -
- Еумениде (грч. E) -
- Еумолп (грч. E) -
- Еуномија (грч. E) -
- Еурос (грч. Euros) - Син титана Астреја и богиње праскозорја Еос, бог источног ветра.
- Еуридика (грч. Ευρυδίκη) - Најлепша нимфа и Орфејова жена.
- Еуриклеја (грч. E) -
- Еурилох (грч. E) -
- Еуримах (грч. E) -
- Еуримедонт (грч. Eurymedon) - Име двојице возача бојних кола у Тројанском рату и једног гиганта.
- Еуринома (грч. E) -
- Еурипил (грч. E) -
- Еуристеј (грч. Eurystheus) - Микенски краљ, син краља Стенела и његове жене Никипе.
- Еурит (грч. E) -
- Еуритион (грч. E) -
- Еутерпа (грч. Еутéрпê) - Једна је од девет Муза. Зевсова и Мнемозинина кћерка.
- Европа (грч. Εηυρώπ) (лат. Europa) - Прекрасна феничка принцеза, кћерка сидонског краља Агенора и његове жене Телефасе, љубавнице бога Зевса.

## З
- Zeta
- Загреј (грч. Zagreus) - Првобитно древни бог природе, изједначен временом са богом вина Дионисом.
- Зефир (грч. Zephyros) - Бог западног ветра, син титана Астреја и богиње зоре Еос.
- Зел - Син титана Паланта и његове жене Стикс.
- Зет - Син Бореја, бога западног ветра.
- Зето (лат. Zethus) - Тебански краљ, син Зевсов и његове љубавнице Антиопе.
- Зевс - Син титана Хрона и његове жене Реје, највиши бог старих Грка.

## И
- Iota
- Ибик (лат. Ibycus) - Јунак легенде о ждраловима. Грчки песник из 6. века пре нове ере.
- Ида - Син месенског краља Афареја и његове жене Арене, човек велике снаге.
- Идаја (грч. Idaia) - Име две нимфе које су живеле на брду Иди.
- Идоменеј (грч. Idomeneus) (лат. Idomeneus) - Унук краља Миноса, син критског краља Деукалиона и његов наследник.
- Ифида (грч. Iphis) - Кћерка критског земљорадника Лигда и његове жене телетусе.
- Ифигенија (грч. Iphigenia) - Кћерка микенског краља Агамемнона.
- Ификло (грч. Iphikles) - Син тиренског краља Амфитриона.
- Ифит - Име пријатеља Херакла и једног потомка Херакла.
- Ија - Кћерка речног бога Инаха и свештеница богиње Хере.
- Икар - Син Дедала, атинског уметника и проналазача, жртва првог човековог лета.
- Икарије (грч. Ikarios) - Име једног краља и једног земљорадника из грчких митова.
- Иксион (грч. Iksion) - Краљ Лапићана, син и наследник краља Флегија.
- Ил - Син дарданског краља Троса и његове жене Калироје, оснивач Троје.
- Илионеј (грч. Ilioneus) (лат. Ilioneus) - Најмлађи син тебанског краља Амфиона и његове жене Ниобе.
- Илитија (грч. Eileithyia) - Богиња порођаја, кћерка Зевса и Хере.
- Ина - Кћерка тебанског краља Кадма и његове жене Хармоније.
- Инах - Бог истоимене реке у Арголиди. Син титана Океана и његове жене Тетије.
- Ир (лат. Irus) - Наметљив просјак на двору краља Одисеја.
- Ирида (грч. Iris) - Богиња дуге, кћерка морског бога Тауманта и океаниде Електре.
- Исмен (грч. Ismenos) (лат. Ismenus) - Најстарији, од седам синова краља Амфиона и његове жене Ниобе.
- Исмена (грч. Ismene) - Кћерка тебанског краља Едипа.
- Итал - Син јунака Телегона и његове жене Пенелопе.
- Изида (грч. Isis) (лат. Isis) - Грчко и латинско име египатске богиње чаролије Есете.

## Ј
- Iota
- Јакхо (грч. Iakkhos, лат. Iacchus) - Култно име бога Бахуса у елеузинским мистеријама.
- Јанус (лат. Ianus) - Римски бог почетка свих ствари, заштитник врата и улаза.
- Јапет (грч. Iapetos, лат. Iapetus) - Титан, син бога неба Урана и богиње земље Геје.
- Јасион (грч. Iasion) - Бог плодне земље. Син бога Зевса и Атлантове кћерке Електре.
- Јасон (грч. Iason) - Вођа похода Аргонаута у Колхиду. Син јолског краља Есона и његове жене Етеоклимене.
- Јобат (грч. Iobates) - Краљ Ликије. Таст микенског краља Прета и јунака Белерофонта.
- Јокаста (грч. Iokaste) - Жена тебанског краља Лаја. Кћерка јунака Менекеја.
- Јола - Кћерка Еурита краља Ехалије. Била је жена Херакловог сина Хиле.
- Јолај (грч. Iolaos) - Син Херакловог полубрата Ификла.
- Јон - Син бога Аполона.
- Јул - Латинско име Енејиног сина Асканија
- Јунона (грч. Hera) - Жена римског бога Јупитера. Подударна са грчком Хером.
- Јупитер (грч. Zeus) - Највиши римски бог. Подударан са грчким Зевсом.
- Јустиција (лат. Iustitia) - Римска богиња правде и праведности.
- Јутурна (лат. Iuturna) - Римска нимфа. Мајка Фонтана, бога изворске воде.

## П
- Pi
- Пафа - Кћерка кипарског скулптора Пигмалиона и његове жене Галатеје.
- Пакс - Римска богиња мира
- Палада (грч. Pallas) - Придев уз богињу Атину
- Паламед (грч. Παλαμήδης) - Митски проналазач коме се приписује проналазак писма, бројева, астрономије и писаних закона.
- Палант (грч. Pallas) - Често име у грчким и римским митовима.
- Палемон (грч. Palaimon) - Морски бог у којег је Зевс претворио Меликерта.
- Палес (лат. Pales) - Староримски бог пастира.
- Пан - Бог шума, ловаца и пастира. Син Хермеса и нимфе Дриопе, или син Зевса и нимфе Ениде.
- Пандар (грч. Pandaros) - Син ликиејског краља Ликаона.
- Пандареј (грч. Pandareos) (лат. Pandareus) - Милетски краљ, потомак врача Меропса.
- Пандион (грч. Pandion) (лат. Pandion) - Атински краљ, син и наследник краља Ерихтонија.
- Пандора (грч. Πανδώρα), (лат. Pandora) - У грчкој митологији је жена титана Епиметеја. Пандора је жена која је на свет донела зло и патњу.
- Парис (грч. Πάρις) - Син Пријама, краља Троје.
- Парке (лат. Parcae) - У Римско митологији богиње судбине, подударне са грчким Мојрама
- Партенопеј (грч. Parthenopaios) -
- Пасифаја (грч. Πασιφάη) - У грчкој митологији је била Перзина и Хелијева кћерка, жена краља Миноса.
- Паситеја (грч. Pasithea) - Једна од Харита.
- Патрокло (грч. Patroklos) - Син јунака Менетија.
- Пегаз (грч. Pegasos) (лат. Pegasus) - Крилати коњ.
- Пелазго (грч. Pelasgos) - Краљ у Арголиди. праотац народа Палазга.
- Пелеј (грч. Πηλεύς) (лат. Peleus) - Фтијски краљ, син егинског краља Еака и његове жене Ендеиде.
- Пелија (грч. Pelias) - Краљ Јолка, син Кретеја и његове жене Тире.
- Пелоп (грч. Pelops) - Син лидијског краља Тантала и његове жене Еуријанасе.
- Пенати (лат. Penates) - Богови заштитници римских огњишта.
- Пенелопа (грч. Πηνελόπη) - Жена Одисеја, краља Итаке.
- Пентеј (грч. Pentheus) - Тебански краљ, син Кадмове кћерке Агаве.
- Пентезилеја (грч. Penthesileia) - Кћерка бога рата Ареса и нимфе Отрере, краљице Амазонки.
- Пердик (грч. Perdiks) (лат. Perdix) - Научник, синовац проналазача Дедала.
- Перифет (грч. Periphetes) - Име сина бога Хефеста и још неколико ликова грчких митова.
- Перијер (грч. Perieres) - Спартански краљ.
- Периклимен (грч. Periklymenos) (лат. Periclymenus) - син пилског краља Нелеја и његове жене Хлориде.
- Перза (грч. Perse) - Кћерка титана Океана и његове жене Тетије, жена Хелија, бога сунца.
- Перзефона (грч. Περσεφόνηgrč) - Кћерка највишег бога Зевса и богиње Деметре, жена бога подземног свијета Хада.
- Перзеј (грч. Περσέως) - Син Зевса и Данаје.
- Пигмалион (грч. Pygmalion) - Име двојице краљева.
- Пигмејци (грч. Pygmaioi) (лат. Pygmaei) - Народ патуљака на западној обали Меле Азије.
- Пилад (грч. Pylades) - Син фокидског краља Строфија.
- Пилемен (грч. Pylaimenes) - Краљ Енета, заповедник одреда савезника из Пафлагоније.
- Пир (лат. Pyrrhos) - Латинско име Ахилејовог сина Неоптолема.
- Пира - Жена Прометејевог сина Деукалиона.
- Пирам (грч. Pyramos) (лат. Pyramus) - Младић из Вавилона, познат по својој љубави према Тизби.
- Пиренеј (грч. Pyreneus) (лат. Pyreneus) - Тракијски краљ који се насиљем хтео имати музе.
- Пиритој (грч. Peirithos) - Син краља Иксиона.
- Пита - Кћерка титана Океана и његове жене Тетије.
- Питеј (грч. Pittheus) - Син јунака Пелопа и његове жене Хиподамије.
- Питија (грч. Pythia) (лат. Pythia) - Свештеница Аполоновог храма у Делфима.
- Питон (грч. Python) (лат. Pytho) - Одвратан змај са змијским телом.
- Плејаде (грч. Πλειάδες) - Кћерке титана Атланта и океаниде Плеоне.
- Плистен (грч. Pleisthenes) - Син микенског краља Атреја и жене Аеропе.
- Плут - Грчки бог богатства, син богиње Деметре и Јасиона.
- Плутон (грч. Pluton) - Римски бог подземног света, подударан са грчким Хадом.
- Полиб (грч. Polybos) (лат. Polybus) - Коринтски краљ који је одгојио Едипа.
- Полидамант (грч. Pulydamas) - Син Аполоновог свештеника Пантоја.
- Полидамна (грч. Polydamna) - Египатска краљица, жена краља Тоанта.
- Полидект (грч. Polydektes) (лат. Polydectes) - Неславни јунак из мита о Персеју.
- Полидеук (грч. Polydeukes) - Син бога Зевса.
- Полидор (грч. Polydoros) - Често име из историје и митологије Грчке.
- Полифем (грч. Polyphemos) - Једнооки киклоп, син бога мора Посејдона.
- Полихимнија (грч. Polyhymnia) - Муза заштитница свете песме, реторике и геометрије.
- Поликрат (грч. Πολυκράτης) (лат. Polycrates) Тиранин са острва Самоса
- Поликсена (грч. Polyksene) - Кћерка тројанског краља Пријама и његове жене Хекабе.
- Полиместор (грч. Polymestor) - Краљ Бистонаца у Тракији, муж Пријамове кћерке Илионе.
- Полиник (грч. Polyneikes) - Син тебанског краља Едипа, јунак неуспелох похода „седморица против Тебе“.
- Полукс (лат. Pollux) - Латинско име јунака Полидеука.
- Помона (лат. Pomona) - Римска богиња воћа.
- Понт - Бог дубина унутрашњег мора - мора које је доступно људима, син богиње земље Геје.
- Порфирион (грч. Porphyrion) - Један од најјачих гиганта, син богиње земље Геје.
- Портун (лат. Portunus) - Римски бог лука, нарочито поштован у лукама на Тибру.
- Порзена (лат. Porsenna) - Етрурски краљ.
- Посејдон (грч. Poseidon) - Бог мора, син титана Хрона и његове жене Реје.
- Пракситеја (грч. Praksithea) - Кћерка атинског краља Ерехтеја.
- Прет - Син аргејског краља Абанта.
- Пријам (грч. Πρίαμος) - Син Лаомедонта и његове жене Леукипе. Последњи краљ града Троје. Владао Тројом у време Тројанског рата.
- Пријап (грч. Πρίαπος) - Син бога вина Диониса и богиње Афрофите је бог плодности.
- Прокна (грч. Prokne) - Кћерка атинског краља Пандиона, жена трачког краља Тереја.
- Прокрида (грч. Prokris) - Кћерка атинског краља Ерехтеја и жена јунака Кефала.
- Прокруст (грч. Prokrustes) (лат. Procrustes) - Разбојник из грчке митологије.
- Прометеј (грч. Προμηθεύς) - Син Јапета и богиње Темиде или океаниде Климене и брат Атласа.
- Протеј (грч. Proteus) - Морски бог, син бога мора Посејдона.
- Протесилај (грч. Protesilaos) - Син краља Ификла из Филаке, први пали ратник у Тројанском рату.
- Прозерпина (лат. Proserpina) - Римска богиња подземног света, подударна са Перзефоном.
- Психа (грч. Psykhe) (лат. Psyche) - Прво љубавница па затим жена бога љубави Ероса.

## Ф
- Digamma
- Фаетонт (грч. Phaethon) - У грчкој митологији Хелијев је син.
- Фаларис (грч. Phalaris) - Тиранин из сицилијанског града Акраганта, стваралац легендарног „Фаларисовог бика“.
- Фама - Кћерка богиње земље Геје, оличење лажних вести и гласина.
- Фантас (грч. Phantasos) - Син бога сна Хипноса, брат Морфеја и Икела.
- Фаун - Римски бог шума и поља, заштитник плодности и летине.
- Фаустул (лат. Faustulus) - Пастир албског краља Амулија, спасилац Ромула и Рема.
- Фавоније (лат. Favonius) - Римски бог западног ветра. Подударан са Грчким Зефиром.
- Феачани (грч. Phaiakes) - Митски народ на острву Шерији, славан по свом мирном и блаженом животу.
- Феб (лат. Phoebus) - Надимак бога Аполона. Дословно преведено „Сјајни“.
- Федра (грч. Phaidra) (лат. Phaedra) - у грчкој митологији је кћерка Миноса и Пасифаје, а жена јунака Тезеја који је био краљ Атине.
- Фемије (грч. Phemios) (лат. Phemius) - Певач на двору краља Одисеја.
- Феникс (грч. Phoiniks) - Име двојице јунака и једне птице.
- Ферет (грч. Pheres) (лат. Pheres) - Оснивач и краљ Фера у Тесалији.
- Феронија (лат. Feronia) - Римска богиња коју су поштовали ослобођени робови.
- Филеј (грч. Phyleus) - Син Аугија, познатим по својим шталама.
- Филемон (грч. Philemon) - Старац из Фригије
- Филида (грч. Phyllis) - Име две краљице којима је љубав донела смрт.
- Филоктет (грч. Philoktetes) - Син краља Пеанта у Тесалији, а био је познати стрелац и учесник у Тројанском рату.
- Филомела (грч. Philomele) - Жена тракијског краља Тереја.
- Финеј (грч. Phineus) - Име двојице јунака грчких митова.
- Флегетон (грч. Φλεγέθων) или Пирифлегетон (грч. Πυριφλεγέθων) је река је ватре у Хаду.
- Флегија (грч. Phlegyas) - Син бога рата Ареса и орхоменске принцезе Хрисе, краљ Лапита.
- Флора (лат. Flora) - Богиња цвећа и вртова у римској митологији, љубавница Зефира и мајка Пролећа.
- Фоб - Син бога рата Ареса и богиње љубави и лепоте Афродите.
- Фол - Један од кентаура, полуљуди - полукоњ, син Диониса пратиоца Силена и нимфе Мелије.
- Фонтан (лат. Fons) - Син бога Јануса и нимфе Јутурне, бог извора и изворске воде.
- Форкије (грч. Phorkys) - Морски бог, син бога морских дубина Понта и богиње земље Геје.
- Форонеј (грч. Phoroneus) (лат. Phoroneus) - Аргејски краљ, син речног бога Инаха и његове жене Лаодике.
- Форс - Римска богиња срећног случаја, изједначена са богињом Фортуном.
- Фортуна (грч. Tykhe) - Римска богиња срећног случаја, изједначена са грчком Тихом.
- Фосфор (грч. Phosphorus) - Син богиње јутарњег руменила Еос, познатији под латинским именом Луцифер.
- Фрикс (грч. Phriksos) - Син краља Атаманта и његове жене богиње облака Нефеле.
- Фронтис (грч. Frontis) - Име неколико мушких и женских особа из грчких легенди и митова.
- Фурије (лат. Furiae) - У римској митологији су богиње освете и проклетства. Њихов су пандан у грчкој митологији Ериније или Еумениде (грч. Еринúе)

## Х
- Eta
- Хад - Бог подземног света. Син титана Хрона и његове жене Реје.
- Хаос - Према грчким митовима, почетак и извор свега на свету
- Харибда (грч. Kharybdis, лат. Charybdis) - Морска неман, утеловљење опасног вира у Месинском теснацу.
- Харите (грч. Kharites) - Богиње драгости и лепоте, кћерке бога Зевса и океаниде Еуриноме.
- Хармонија (грч. Harmonia) - Кћерка бога рата Ареса и богиње Афрофите.
- Харон (грч. Kharon, лат. Charon) - Превозник мртвих у подземни свет. Син бога вечне таме Ереба и богиње ноћи Никте.
- Харпије (грч. Harpyiai) - Кћери морског бога Тауманта и океаниде Електре.
- Харпократ (грч. Harpokrates) - Египатски Heru-pa-khered (Хорус) је био бог ћутања у Хелена
- Хеба - Богиња вечне младости и носилац пехара олимписких богова.
- Хефест (грч. Hephaistos) - Бог ватре и ковачког заната, један од синова Зевса и Хере у грчкој митологији.

- Хекаба (грч. Hekebe) - Кћерка фригијскога краља Диманта, жена Пријама, последњег краља Троје.
- Хекала (грч. Hekale) - Старица која је помогла Тезеју.
- Хеката (грч. Hekate) - Богиња подземног света.
- Хекатонхири (грч. Hekatonkheires) - Сторуки дивови, које је богиња Геја родила Урану.
- Хектор (грч. Hektor, лат. Hector) - Врховни заповедник тројанске војске. Син Пријама и његове жене Хекабе.
- Хела - Кћерка орхоменског краља Атаманта и богиње облака Нефеле.
- Хелен (грч. Hellen, лат. Hellen) - Праотац Хелена или Грка. Син Деуклаиона, оснивача људског рода.
- Хелена (грч. Helene) - Кћерка Зевса и његове љубавнице Леде.
- Хеленос (грч. Helenos) - Син тројанског краља Пријама и његове жене Хекабе.
- Хелијаде (грч. Heliades) - Кћерке бога сунца Хелија и океаниде Климене.
- Хелије (грч. Helios) - Бог сунца, син титана Хипериона и његове жене Тије.
- Хемера (грч. Hemera) - Грчка богиња светлости дана, кћерка богиње ноћи Никте и бога таме Ереба. Изједначена је са грчком богињом зоре Еос или са римском Аурором.
- Хемон (грч. Haimon) - Син тебанског краља Креонта и његове жене Еуридике.
- Хеосфор (грч. Eosphoros) - Син богиње Еос. Познатији под латинским именом Луцифер.
- Хера - Кћерка титана Хрона и његове жене Реје.
- Херакло (грч. Herakles) - Син бога Зевса, највећи јунак грчких митова.
- Херкуле (грч. Herakles) - Латински облик имена Херакло.
- Хермафродит (грч. Hermaphoditos, лат. Hermaphroditus) - син бога Хермеса и богиње Афродите, младић изузетне лепоте.
- Хермес (грч. Hermes) - Бог трговаца, путника, атлета и лопова. Син Зевса и Плејаде. Гласник богова и пратилац мртвих у подземни свет.
- Хермиона (грч. Hermione) - Кћерка спартанског краља Менелаја и његове жене Хелене.
- Херо (лат. Hero) - Свештеница богиње Афродите, позната по трагичној заљубљености у Леандара.
- Хесиона (грч. Hesione) - Кћерка Лаомедонта, тројанског краља.
- Хеспериде (грч. Hesperides), лат. Hesperides) - Кћерке титана Атланта и богиње Никте.
- Хесперија (грч. Hesperia) - Шумска нимфа из троаде, кћерка речног бога Кебрена.
- Хестија (грч. Hestia) - Богиња домаћег огњишта, кћерка титана Хрона и његове жене Реје.
- Хидра (грч. Hydra) - Неман са змијским телом и девет змијских глава. Кћерка стоглавог дива Тифона.
- Хигија (грч. Hygieia) - Кћерка бога лечења Асклепија - Ескулапа, сама по себи здравље.
- Хијаде (грч. Hyades) - Кћерке титана Атланта и океаниде Етре.
- Хијакинт (грч. Hyakinthos, лат. Hyacinthus) - Пријатељ бога Аполона, син спартанског краља Амикла или Ебала.
- Хил - Син Херакла.
- Хила (лат. Hylas) - Хераклов пратилац у походу Аргонаута.
- Химен (грч. Hymen) - Бог женидбе и заштитник брака.
- Химер (грч. Himeros) - Бог страствене чежње, син богиње лепоте и љубави Афродите.
- Химера (грч. Khimaira, лат. Chimaera) - Фантастична неман, кћерка стоглавог дива Тифона.
- Хиперборејци (грч. Hyperboreioi) - Митски народ са далеког севера где је сунце никада не залази.
- Хиперион (грч. Hyperion) - Један од титана.
- Хипермнестра (грч. Hypermestra) - Кћерка краља Данаја.
- Хипнос (грч. Hypnos) - Бог сна и сам сан, син богиње ноћи Никте и Тартара, бога подземне таме.
- Хиподамија (грч. Hippodamia) - Име неколико женских ликова из грчке митологије, као и две краљевске кћерке.
- Хиполит (грч. Hippolytos) - Син атинског краља Тезеја.
- Хиполита (лат. Hippolyte) Краљица Амазонки, кћерка бога рата Ареса и нимфе Отрере.
- Хиполита - Жена јолског краља Акаста.
- Хипомедонт (грч. Hippomedion) - Син аргејског краља Талија.
- Хипомен (грч. Hippomenes, лат. Hippomenes) - Истакнути тркач и ловац.
- Хипсипила (грч. Hypsipyle) - Кћерка краља Тоанта, наследница лемнијског престола.
- Хирон (грч. Χείρων, Cheírôn лат. ) - Син Хрона и океаниде Филире, један од Кентаура.
- Хлоја (грч. Khloe, лат. Chloe) - Доста често женско име. О лику тог имена видети Дафнис.
- Хлорида (грч. Khlororis, лат. Chloris) - једна од Хора. име једне краљице и једне краљевске кћери.
- Хонор (лат. Honor) - Римска богиња грађанске части.
- Хорацији (лат. Horatti) - Три брата близанца који су извојевали одлучујућу победу над тројицом браће Куријација.
- Хоре (лат. Horae) - Три кћери највишег бога Зевса и богиње Темиде.
- Хрис (лат. Chryseis) - Аполонов свештеник из града Хриса у Мизији, отац девојке Хрисеиде.
- Хрисаор (грч. Χρυσάωρ, лат. Ghrysoar) - Пегазов брат, син Посејдона и Горгоне Медузе.
- Хрисеида (грч. Khryseis) - Кћерка Аполоновог свештеника Хриса из града Хриса у Мизији.
- Хрисип (грч. Khrysippos) - Син елидиског краља Пелопа и нимфе Аксиохе

## Ц
- Gamma
- Целус (грч. Uranos) - Римски бог неба и само небо.
- Церера (грч. Demeter) - Римска богиња земљорадње, житарица и жетве, изједначена са грчком богињом Деметром.